# Bioelektrische Impedanzanalyse
Die Bioelektrische Impedanzanalyse (BIA) dient der Bestimmung der Körperzusammensetzung  von Menschen und anderen Lebewesen. Sie hat sich seit dem Aufkommen der ersten kommerziellen Messgeräte in den 1980er Jahren stark verbreitet, da die hierfür nötigen Geräte einfacher, preisgünstiger und portabler sind als bei anderen, dafür genaueren Bestimmungsmethoden.
Mehr als 2000 Publikationen in wissenschaftlichen Fachjournalen haben sich mit der BIA beschäftigt.
Die analysierten Körperkompartimente sind im Einzelnen:
- Fettmasse (FM), Fat mass

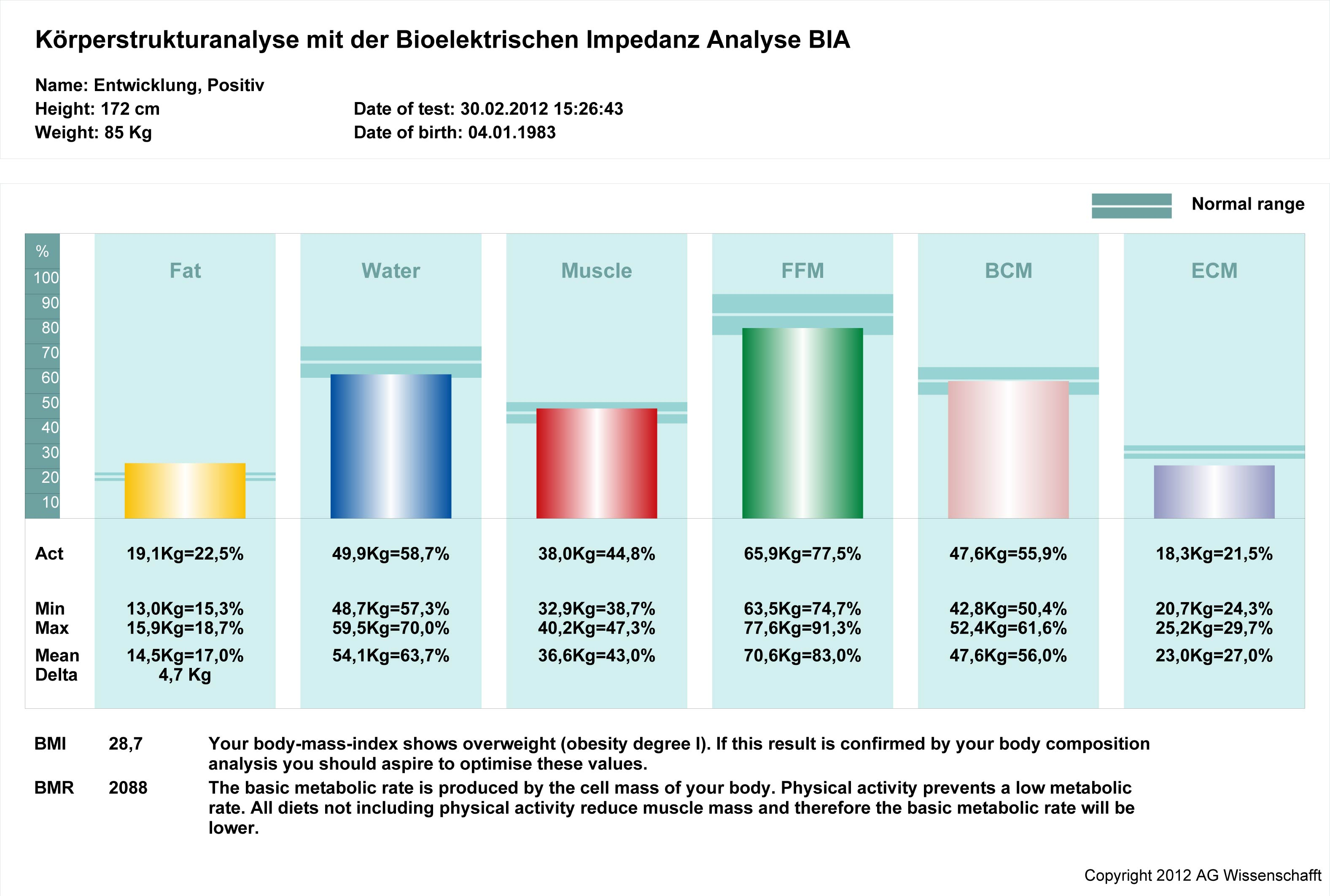
BIA Körperstrukturanalyse – Ausdruck einer Einzelanalyse

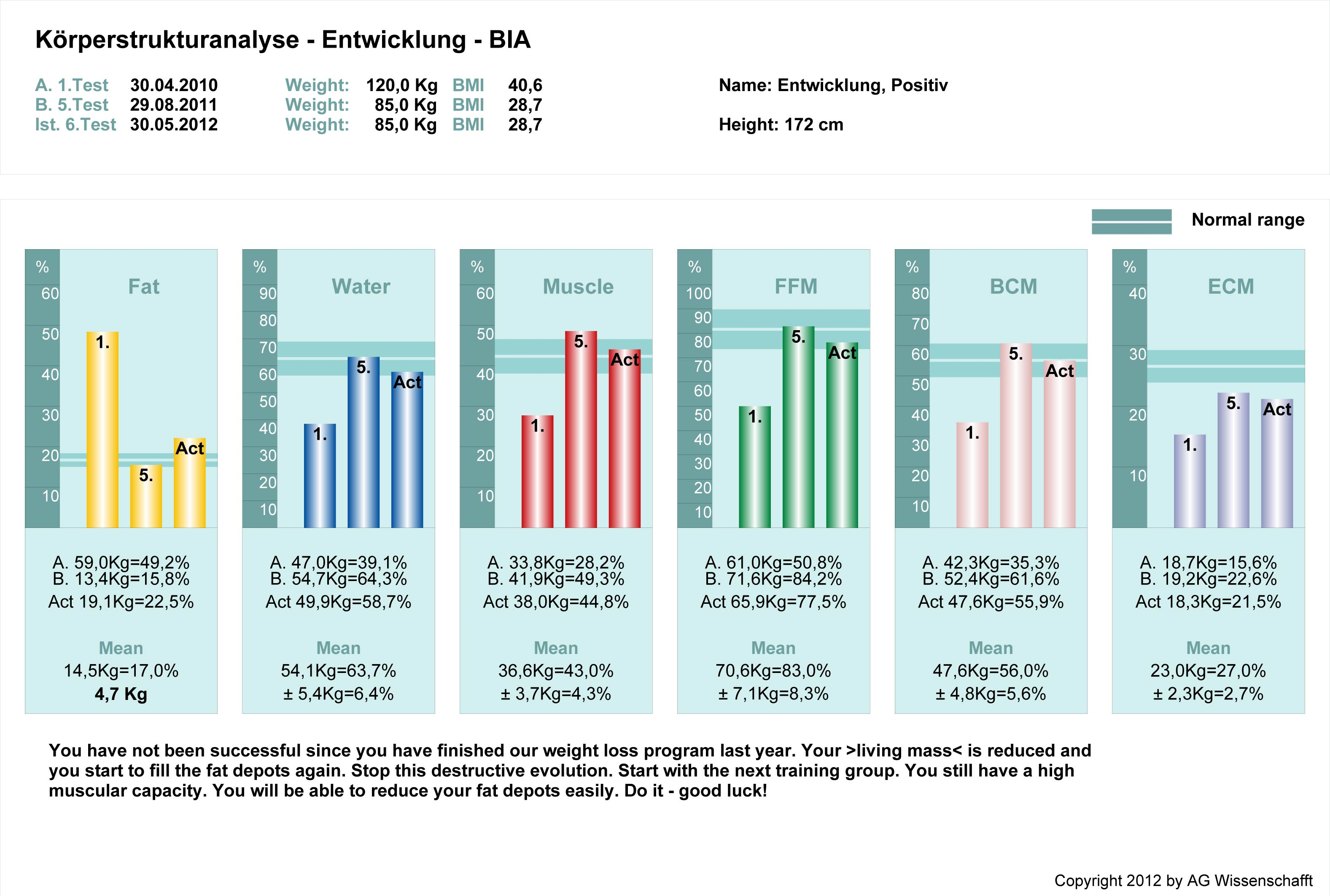
BIA Körperstrukturanalyse – Ausdruck einer Entwicklung

- Körperwasser (TBW), Total body water
- Muskelmasse, Muscle
- Fettfreie Masse (FFM), Fat free mass
- Körperzellmasse (BCM), Body cell mass
- Extrazelluläre Masse (ECM), Extracellular mass
- Magermasse (LBM), Lean body mass

Die international vereinbarten, wissenschaftlichen Standardisierungen für die BIA setzen eine definierte Messpositionierung voraus. Die Messperson liegt rücklings entspannt in der Waagerechten und die Gliedmaßen sind vom Rumpf leicht abgewinkelt. Die Platzierung der Klebeelektroden ist genauestens zu beachten. Darum ist eine Einweisung und Schulung des Messpersonals unabdingbar.
Eine Sonderform der bioelektrischen Impedanzanalyse untersucht die elektrische Impedanz einzelner Körpergewebe, zum Beispiel der Darmschleimhaut, um die Barrierefunktion eines Epithels zu messen (im Beispiel: Trennung von Darmlumen und Blutseite).

## Prinzip
Mit dem konstanten Signal eines Wechselstroms in Höhe von 0,8 mA bei einer Frequenz von 50 kHz wird der Widerstand (Impedanz, Z) des Körpers gemessen. Über zwei äußere Elektroden wird ein elektromagnetisches Feld im Körper aufgebaut. Über zwei weitere Elektroden im Inneren dieses Feldes werden der Spannungsabfall und die Phasenverschiebung der Signalspannung gemessen (Vierleitermessung). Die Positionierung der Elektroden an dieser „inneren Messstrecke“ ist für eine gültige und wiederholbare BIA-Messung genau zu beachten. 

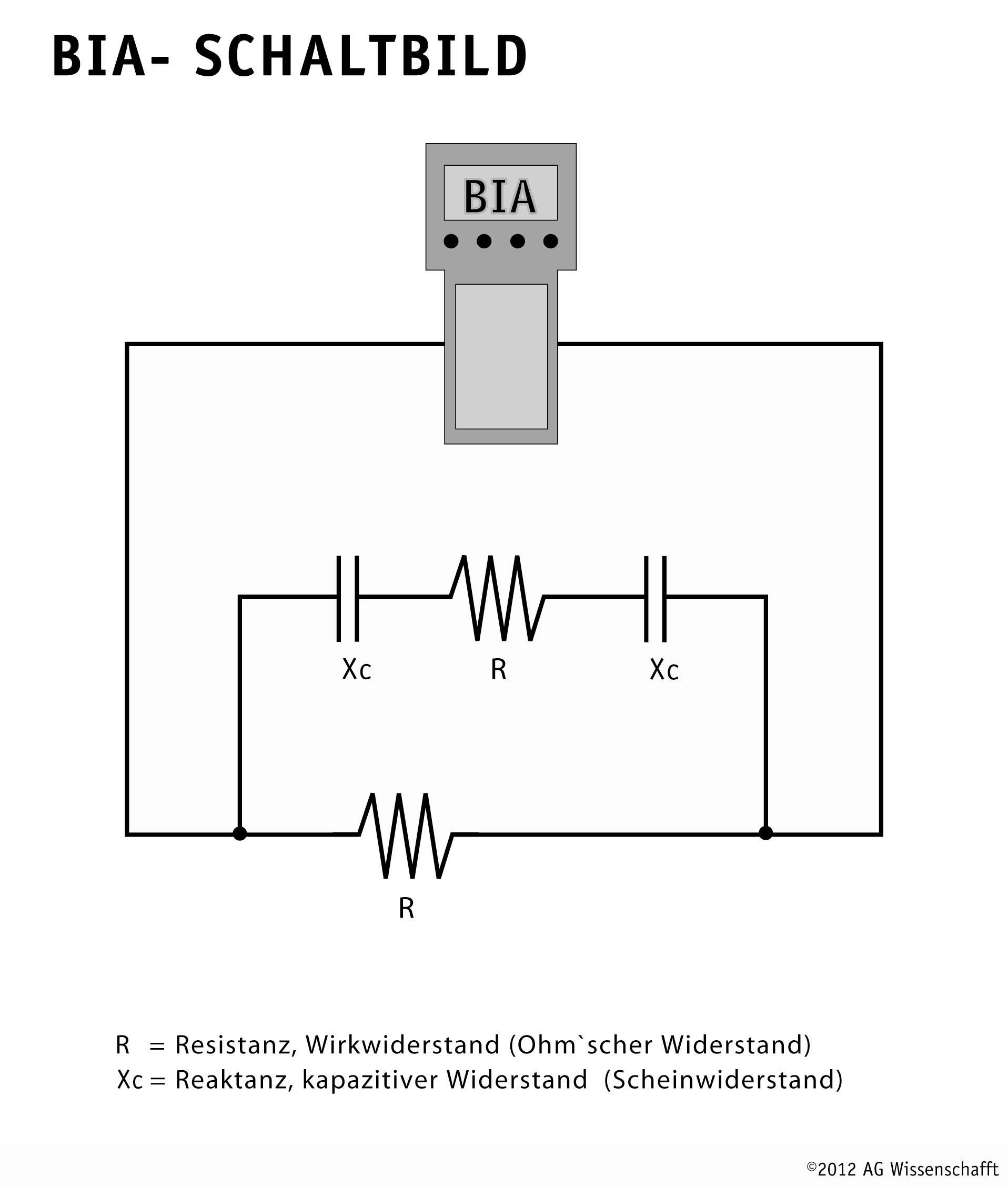
Schaltkreis-Modell der BIA

Die Teilwiderstände des Wechselstromwiderstandes (Impedanz) sind Wirkwiderstand R (Resistanz), kapazitiver Blindwiderstand Xc (Reaktanz) und induktiver Blindwiderstand Xl (Induktanz). Der induktive Blindwiderstand hat keine Bedeutung für die BIA. Die Widerstände sind abhängig von der Länge und vom Volumen des Körpers und der Zusammensetzung von unterschiedlich leitfähigen Geweben und Organen des Körpers. Die intra- und extrazellulären Körperflüssigkeiten definieren als Elektrolyte primär den Widerstand R. Die Zellmembranen zeigen Kondensatoreffekte, die durch die Struktur und Ladungen der Doppel-Layer-Membranen zu erklären sind, und bedingen den Xc-Anteil.
So misst die BIA mittels einer Messung gleich zwei Werte, die unterschiedliche biologische Eigenschaften aufzeigen:
- R:  der Wirkwiderstand R analysiert den Körperflüssigkeitsstatus
- Xc: die Summe aller kapazitiver Blindwiderstände (bedingt durch Einheitsmembranen der Zellen) Xc gibt den Hinweis auf die Quantität, die Körperzellmasse BCM und Qualität der Körperzellen.

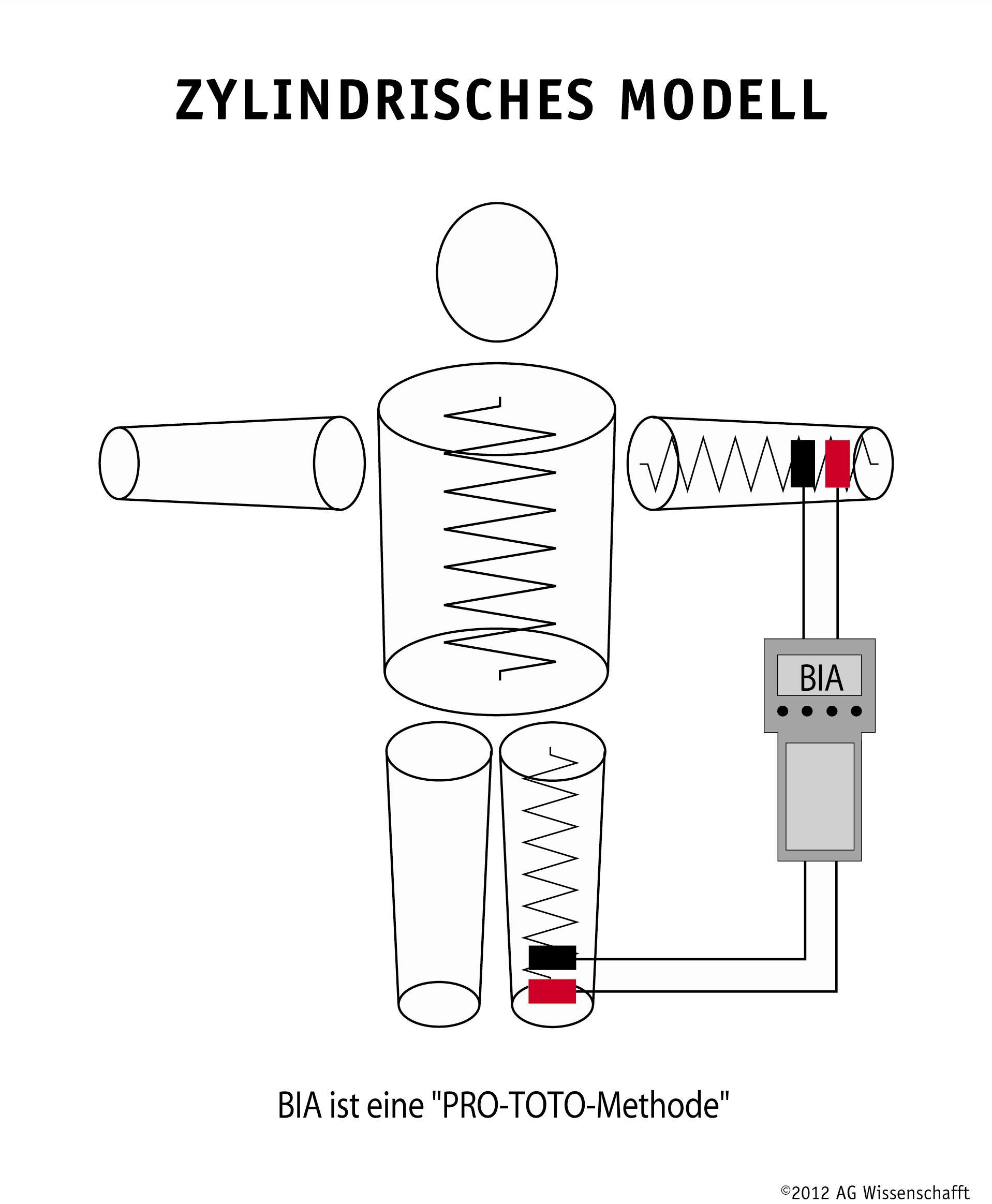
Die BIA ist eine Ganzkörper-Analyse

Mit nur geringen Schwankungen besteht die fettfreie Masse (FFM – Definition siehe Abschnitt Körperkompartimentmodelle) zu 74 % aus Wasser. Somit  kann ein direkter physiologischer Zusammenhang zwischen dem Widerstand und den leitfähigen Kompartimenten erfolgen. Fettgewebe gehört zu den Isolatoren, leitet also schlecht bzw. hat einen hohen Wirkwiderstand (R).
Gesunde Zellsysteme erzeugen mit ihren intakten Zellmembranen einen hohen kapazitiven Widerstand Xc. Vom Phänomen weisen hohe Xc-Werte auf einen intakten energetischen Zustand der Zellen, also einen guten Ernährungszustand hin. Mangelernährung  und Krankheiten zeigen charakteristische Defizite, die sich typisch im Verhältnis beider Widerstände zueinander widerspiegeln. Diesen Wert nennt man Phasenwinkel (pA). Je höher der Xc-Anteil am Gesamtwiderstand Z, desto größer wird der Phasenwinkel. Gesunde, gut ernährte, sportive und gut muskulierte Körper zeichnen sich durch einen großen Phasenwinkel aus. Krankheiten und Fehl- und Mangelernährung, wie auch körperliche Inaktivität reduzieren den Phasenwinkel.
Es sind auch Änderungen der Körperflüssigkeiten in den Verteilungsräumen messbar.
So können auch physiologische und damit dynamischen Vorgänge mit speziellen BIA-Formeln (multiple Regressionsgleichungen) dargestellt werden, etwa die Schwankungen des Körperflüssigkeitsgehaltes im Laufe eines Tages, die sehr genau durch die Änderung der Leitfähigkeit gemessen werden können. Die Formelsätze sind aus Studien mit vergleichend analysierten Referenzmethoden entwickelt worden.

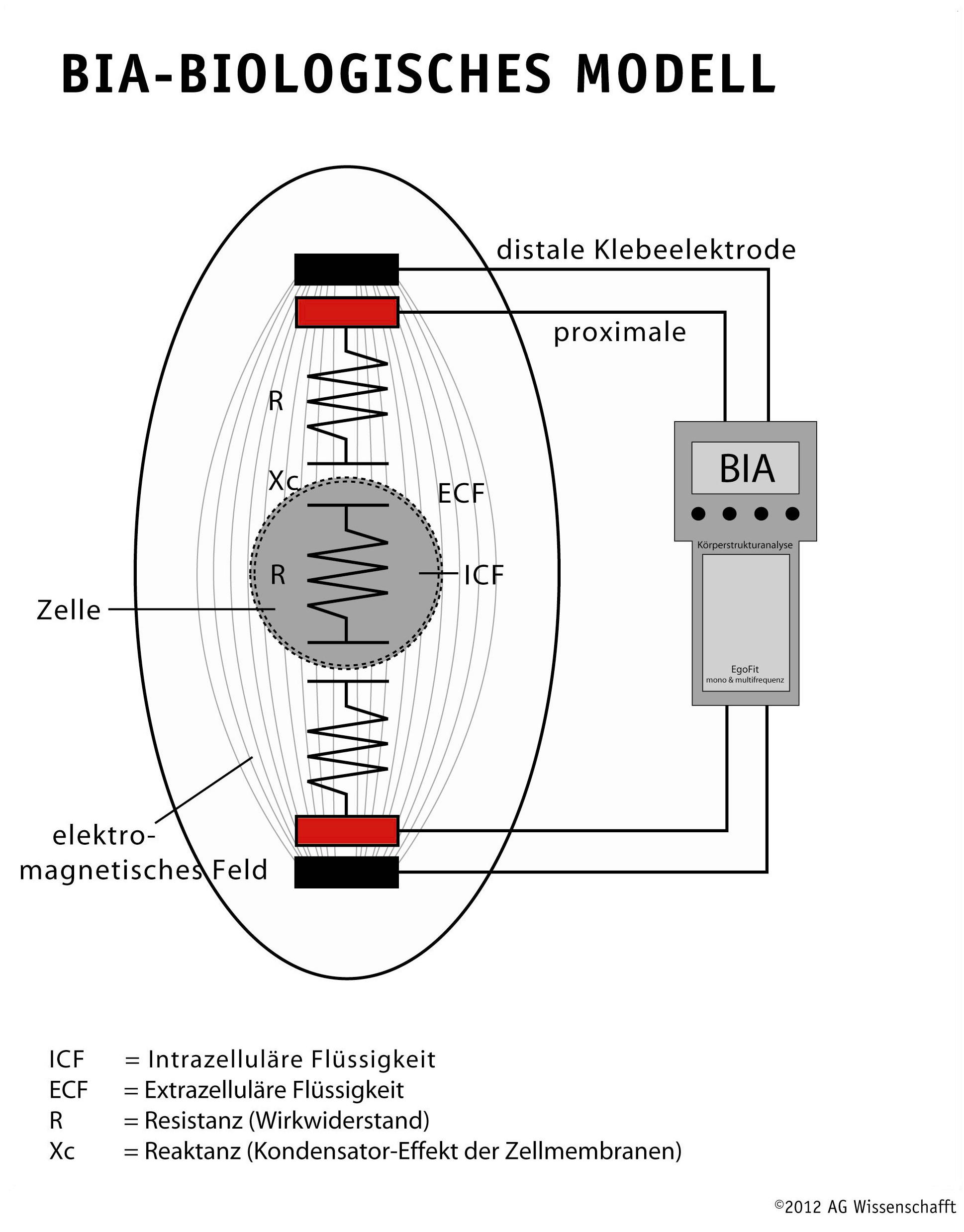
Biologisches Modell der BIA

Geräte für den Privatgebrauch zur bioelektrischen Impedanzanalyse wie Körperfettwaagen, die Messungen an den unteren Extremitäten und dem unteren Rumpfbereich durchführen, sowie auch Hand-Hand-Messgeräte, welche die oberen Extremitäten und den oberen Rumpfbereich mit einem Messsignal versorgen, entsprechen nicht den Mindestanforderungen an eine BIA. Das Körpergewicht nimmt in den Formeln dieser Geräte eine dominante Funktion ein. So wird eine Gewichtszunahme als ein Mehr an Fett definiert, eine Gewichtsreduktion als ein Fettabbau dargestellt, selbst dann, wenn vorrangig Muskeln abgebaut wurden. Darum sind diese Geräte auch aus medizinischer Perspektive nicht zu empfehlen.
Voraussetzungen für eine korrekte Körperanalyse mittels BIA:
1. Die BIA-Messung kann nur mit einer hochwertigen Messtechnik durchgeführt werden (phasensensitiv).
2. Die betreuende Person muss geschult sein.
3. Die liegende Positionierung und die exakte Elektrodenkonfiguration müssen eingehalten werden.
4. Die Software muss einen universellen, statistisch abgesicherten Formelsatz zur Verfügung stellen.
5. Pathologische Situationen können nur mit speziellen Formeln von Fachleuten bewertet werden.

## Normalwerte
Die internationale Initiative der Arbeitsgruppe „AG Wissenschafft“ hat mit dem Projekt Körperanalysen-Normalwerte, BIAdata ihre neuen, wissenschaftlich abgesicherten Normalwerttabellen für den Fettgehalt und die Muskelmasse veröffentlicht. Für die hellhäutige europäische Bevölkerung (häufig auch für die weiße, nicht-hispanische Bevölkerung der USA gültig), existieren damit erstmals statistisch abgesicherte Normalwerte für den gesamten Altersgang von der Geburt bis zum Alter von 100 Jahren:

## Körperkompartimentmodelle

Körperkompartimentmodelle

Es existieren vier verschiedene Körperkompartimentmodelle, die mit der bioelektrischen Impedanzanalyse ermittelt werden können:
- 1-Kompartiment-Modell: Dieses Modell enthält nur ein Kompartiment: die Körpergesamtmasse. Sie ist als Körpergewicht einfach und exakt mit einer Personenwaage zu ermitteln, jedoch ohne Möglichkeit, die Zusammensetzung des Körpers detaillierter zu analysieren und zu bewerten.

Auch der BMI fällt in diese Kategorie. Eine Bewertung des „Übergewichtes“, definiert als zu viel Fettgewebe, ist daher nicht möglich. Eine gut ausgebildete Muskulatur wird ebenso als Übergewicht definiert. Bei gering ausgebildeter Muskulatur hingegen wird ein Fettgewebeüberschuss häufig nicht als Übergewicht erkannt.
- 2-Kompartiment-Modell: Dieses Modell unterteilt den Organismus in Körperfett (FM) und fettfreie Masse (FFM) (häufig auch synonym bezeichnet als Magermasse (lean body mass, LBM)), wobei die LBM noch Restfette enthält, etwa die intramuskulären Fetteinlagerungen. Bei der FFM handelt es sich um den Rest der mittels Ether fettfrei extrahierten Masse. Bei Messungen in diesem Modell wird ein Kompartiment direkt bestimmt und das andere als Differenz zum Körpergewicht berechnet.
- 3-Kompartiment-Modell: Dieses Modell erweitert das 2-Kompartiment-Modell durch Unterteilung der FFM in Körperzellmasse (BCM) und extrazelluläre Masse (ECM). Die Körperzellmasse ist nach Moore definiert als die Summe der Sauerstoff konsumierenden, Glukose oxidierenden, kaliumreichen und Arbeit leistenden Zellen.
- 3-Kompartiment-Modell mit ICW und ECW: Es wird zusätzlich zum 3-Kompartiment-Modell eine Ausweisung der Bestandteile des Körperwassers eingeführt. Diese Bestandteile sind das intrazelluläre Wasser (ICW), das ein Bestandteil der Körperzellen (BCM) ist, und das extrazelluläre Wasser (ECW), das sich außerhalb der Zellen befindet und damit ein Teil der ECM ist.